# هيديو إيجيما
هيديو إيجيما (باليابانية: 飯島秀雄؛ بالكانا: いいじま ひでお) هو لاعب كرة قاعدة ياباني، ولد في 1944 في ميتو في اليابان.

## وصلات خارجية
- هيديو إيجيما على موقع الدوري الياباني لكرة القاعدة (الإنجليزية)
- هيديو إيجيما على موقع أوليمبيديا (الإنجليزية)